# Perilissus cancellatus
Perilissus cancellatus är en stekelart som beskrevs av Barron 1992. Perilissus cancellatus ingår i släktet Perilissus och familjen brokparasitsteklar. Inga underarter finns listade i Catalogue of Life.